# لاغابا
 لاغابا  هي مدينة بابلية قديمة في جنوب بلاد الرافدين (جنوب العراق الآن) . وهي مكان منشأ العديد من الألواح الطينية التي تم التنقيب عنها بطريقة غير مشروعة، كتبت الألواح باللغة البابلية القديمة. 

## الموقع
الموقع الدقيق للمدينة غير معروف حتى يومنا هذا، تم إجراء أول تنقيب شامل من قبل مجموعة من الإقطاعيين. 
على أساس الألواح المحفوظة في ليدن ومن خلال مراجعة لوح من المدينة محفوظ في ييل، وجد في تموز عام 1996 ، أنها تقع على بعد 15 كم شمال شمال شرق مدينة بابل ، على الضفة الغربية لنهر الفرات.

## الإكتشافات
أكثر من 400 قرص قد نشأت هناك، ويتم الاحتفاظ بالألواح من لاغابا في أماكن مختلفة حول العالم.